# Свети Марк (Клисура)
Вижте пояснителната страница за други значения на Свети Марк.
„Свети Марк“ (на гръцки: Αγίου Μάρκου) е възрожденска православна църква в костурската паланка Клисура (Влахоклисура), Егейска Македония, Гърция, част от Костурската епархия.

## История
Църквата е разположена на 1 km източно от Клисура. В нея има ценни стенописи от 1865 година, дело на селищкия зограф Томас Папазику, както и пет ценни икони.